# Mỹ Thọ, Đồng Tháp
Mỹ Thọ là một xã thuộc tỉnh Đồng Tháp, Việt Nam.

## Địa lý
Xã Mỹ Thọ có vị trí địa lý:
- Phía đông giáp xã Bình Hàng Trung.
- Phía tây giáp phường Cao Lãnh và Mỹ Trà.
- Phía nam giáp phường Sa Đéc và xã Tân Khánh Trung, ranh giới là sông Tiền.
- Phía bắc giáp xã Mỹ Quí.

Xã Mỹ Thọ có diện tích 61,49 km², dân số năm 2025 là 51.191 người, mật độ dân số đạt 832 người/km².

## Lịch sử
Sau năm 1975, Mỹ Thọ là một xã thuộc huyện Cao Lãnh.
Ngày 5 tháng 1 năm 1981, Hội đồng Chính phủ ban hành Quyết định 4-CP về việc chia huyện Cao Lãnh thành hai huyện lấy tên là huyện Cao Lãnh và huyện Tháp Mười. Xã Mỹ Thọ thuộc huyện Cao Lãnh.
Ngày 23 tháng 2 năm 1983, Hội đồng Bộ trưởng ban hành Quyết định 13-HĐBT về việc thành lập thị xã Cao Lãnh trên cơ sở điều chỉnh một phần diện tích và dân số của huyện Cao Lãnh. Xã Mỹ Thọ thuộc huyện Cao Lãnh.
Ngày 16 tháng 2 năm 1987, Hội đồng Bộ trưởng ban hành Quyết định số 36-HĐBT. Theo đó, thành lập thị trấn Mỹ Thọ trên cơ sở tách một phần diện tích và dân số của xã Mỹ Thọ.
Trước ngày 16 tháng 6 năm 2025, Mỹ Thọ là tên của một xã và tên của thị trấn huyện lỵ của huyện Cao Lãnh, tỉnh Đồng Tháp.
Ngày 16 tháng 6 năm 2025, Ủy ban Thường vụ Quốc hội ban hành Nghị quyết số 1663/NQ-UBTVQH15 về việc sắp xếp các đơn vị hành chính cấp xã của tỉnh Đồng Tháp năm 2025. Theo đó, sắp xếp toàn bộ diện tích tự nhiên, quy mô dân số của thị trấn Mỹ Thọ và các xã Mỹ Hội (huyện Cao Lãnh), Mỹ Xương và Mỹ Thọ thành xã mới có tên gọi là xã Mỹ Thọ.
Sau khi sáp nhập, xã Mỹ Thọ có 61,49 km² diện tích tự nhiên và dân số 51.191 người.